# Pseudoleria longigenoidea
Pseudoleria longigenoidea är en tvåvingeart som beskrevs av Gill 1962. Pseudoleria longigenoidea ingår i släktet Pseudoleria och familjen myllflugor. Inga underarter finns listade i Catalogue of Life.